# Правна система
Правната система е обособената система на обективното право в дадено общество, обикновено в самостоятелна държава, обхващаща начина на организиране, структуриране и прилагане на правото. В по-общ смисъл правни системи (също правни семейства) се наричат разглежданите в сравнителното право групи от индивидуални правни системи, споделящи определени общи характиристики.
Правните семейства се разграничават по видовете и съотношението между използваните източници на правото и ролята на съда в създаването на прецеденти, както и по своя исторически произход. Някои правни системи имат смесен характер и споделят черти на повече от едно правно семейство. Главните правни семейства, допълнително разделяни на подгрупи, са:
- Континентална правна система
- Англосаксонска правна система
- Религиозно-традиционна правна система

Правната система в България се отнася към континенталното семейство, като в неговите рамки е претърпяла смесено влияние на германските и наполеоновите правни системи

## Принципи на класификация
Исторически възникналите, развили и обособили се правни системи, се групират в правни семейства. Няма единно мнение за това по какъв начин следва да бъде проведено това групиране, но на теоретично ниво критериите са:
1. концептуални структури на правните системи;
2. йерархия на източниците на правото;
3. тип общество, изграждано чрез правото;
4. място на правото в съответното общество;
5. роля и отношение между частно и публично право.

Най-съществено разделящ и определящ критерий за определяне на двете преобладаващи правни системи в света (континенталната и на общото право) е водещия източник на правото - нормативния акт (закона) в първия случай или правния обичай, правния прецедент или правната доктрина – във втория.

## Континентални системи
Континенталната правна система е водеща. Тя се поделя на пандектна система и романска система.
Континенталната система има за основа правните норми като правила за поведение в обществото, отговарящи на справедливостта и морала като субсидиарни източници на правото. Съдебната практика, за разлика от системата на обичайното право, тук не е водеща, а фундаментален източник на правото е закона който регулира обществените отношения в дадена област, а за по-големи сфери има кодекси. Водещото начало при континенталната система е регулирането на отношенията между гражданите посредством гражданското право, което е основен отрасъл при континенталната система.
Континенталната правна система възниква на базата на римското право и академичните усилия в европейските университети, започнали още от 12 век да развиват и приспособяват правото от Corpus Iuris Civilis към променящата се действителност и предизвикателствата на средновековния свят. В исторически план основна роля при формирането на континенталната правна система, която е и водеща, са изиграли последователно френската и немската правна школа. Френското гражданско право е кодифицирано още по времето на Наполеон Бонапарт от Френския граждански кодекс (1804/07) (определян като „гражданската конституция на френски език“, изменен и допълнен в началото на 2000 г.), а гражданското право на Германската империя е кодифицирано в Германски граждански законник през последните пет години на 19 век при управлението на Ото фон Бисмарк.
В Русия след Октомврийската революция и в бившите социалистически страни след Втората световна война се формира на пандектна основа т.нар. социалистическо право, което е конюнктурно и преходно явление в правния мир и след падането на Желязната завеса с Берлинската стена е в процес на отмиране.
Правото на Европейския съюз е континентален системен тип, обединяващо схващанията на двете водещи правни школи на континента – немската и френската. То е уникално еволюционно и своеобразно съчетание от нов тип в развитието на правото, обединяващо достиженията на юриспруденцията в т.нар. Стара Европа.
Особен случай в Европа представлява Ирландия.
Страните от Далечния изток (Китай, Корея, Япония) и Индокитай също се придържат в правната си система към принципите на континенталната система.
Аржентина и Южноафриканската република имат смесен тип правна система между континентална и основана на общото право.
В системата на континентално правно семейство са обособени:
- романско правно подсемейство
- германско правно подсемейство
- скандинавско правно подсемейство
- правно подсемейство на бившите социалистически страни със социалистическо право (все повече историческа категория)
- латиноамериканско правно подсемейство

### Пандектни системи
Пандектните системи от своя страна се подразделят на три подгрупи:
- класическа (немска), възприета модифицирана и по подразбиране от немскоговорещите страни, Чехия, Словакия, Гърция и Турция в Европа и нюансирано Холандия и Полша;
- скандинавска в страните от Северна Европа, Дания и Исландия;
- източноевропейска (славянските и балтийските държави с Унгария и Албания), повлияна през 20 век от т.нар. социалистическо право;

### Романски системи
Романската система на правото на романските народи условно се подразделя на две подгрупи:
- френска, включваща Франция и нейните колонии с Румъния на изток и
- латинска, включваща Испания и Португалия (териториите на техните колониални империи – Испанската и Португалската) с Латинска Америка основно, включително Италия;

## Англосаксонски системи
Системата на общото право е разпространена в страните от Британската общност без Квебек, американския щат Луизиана и Южноафриканската република, където тази правна система е модифицирана.
Системата на общото право се базира на прецедента, т.е. в нея не съществуват или съществуват само някои общи норми под формата на нормативен акт, насочени към решаването на конкретен проблем, но не и в систематичен като за континенталната система вид. Основен източник на правото в англосаксонската система е прецедента.
Характерна за англосаксонската правна система е конкуренцията между източниците на правото сред които са правния обичай, правната доктрина и закона. Поради това тази правна система, за разлика от континенталната, е недиференцирана. Това се дължи на историята на правото в Англия. На острова не навлиза в юриспруденцията римското право, а остават в сила традицията и обичая. Тази правна система се разпростира и в бившите английски колонии.
Днес системата на общото право в САЩ, Канада, Индия и Англия е различна.
В семейство на общото право са обособени:
- английско правно подсемейство
- американско правно подсемейство
- австралийско правно подсемейство

## Религиозно-традиционни системи
Общото което характеризира тази правна система е отхвърлянето на позитивното право и строгото придържане към религиозното или естественото право.
В семейството на религиозно-традиционното право са обособени две подсемейства:
- религиозно подсемейство, което включва групите на мюсюлманското право, индуското право и юдейското право
- традиционно подсемейство, което включва групите на далекоизточните правни системи (Китай, Корея, Манджурия, Япония) и африканските правни системи

### Мюсюлманска правна система
Днес към правото на шариата се придържат повечето страни от Арабската лига и шиитски Иран и Афганистан. Иран и Афганистан представляват особен случай.

### Индуска правна система
Индуската правна система е характерна за някои индийски щати в които мнозинството от населението изповядва индуизъм.

### Юдейска правна система
Юдейската правна система е особен случай само за Израел. Тя е изключение спрямо всички останали правни системи. Представлява смес от светско и религиозно право по юдаизма (Халаха).

## Смесени системи
Особен случай представляват страните от Далечния изток и Индокитай. При тях правоприлагането се осъществява от смес от писани по континентален тертип нормативни актове и норми на обичайното право. В тези страни на пиедестал е естественото право.
Индия се характеризира с липсата на унифицирана и единна за страната правна система.